# August Pschorr

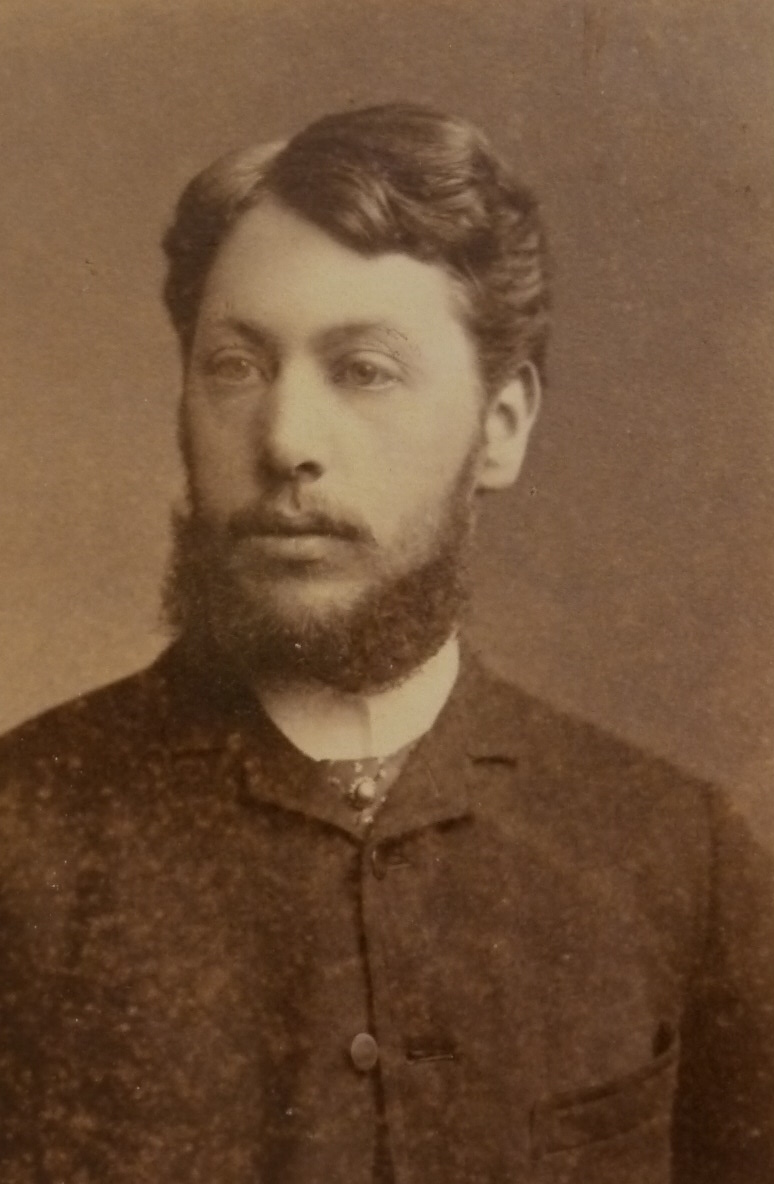
August Pschorr als Student in den 1880er Jahren

August Pschorr (* 1. Oktober 1862 in München; † 20. Oktober 1935 ebenda) war Kommerzienrat und Generaldirektor der Pschorrbräu AG Bierbrauerei in München.

## Leben

Ernennungsurkunde zum Kommerzienrat für August Pschorr (1904)

Sein Vater war der Kommerzienrat Georg Pschorr jun. (1830–1894), seine Mutter Johanna geb. Fischer-Dick (1838–1918).
Nach dem Besuch der Volksschule in München kam August Pschorr als Schüler in das Hessel'sche Institut in Frankfurt am Main und darauf in die kaufmännische Lehre im Getreidegeschäft Pfister, Mayr & Co. Er trat dann als Praktikant in die Pschorrbrauerei ein und studierte 1883–1884 an der Technischen Hochschule München und an der Brauerschule in Weihenstephan. Während seines Studiums wurde er Mitglied der Wehrschaft und späteren Landsmannschaft Bavaria zu Weihenstephan. Außerdem wurde er Mitglied der Münchener Burschenschaft Franco-Bavaria. Für sein Studium des Brauwesens unternahm er Reisen nach Norddeutschland, Dänemark, Schweden, England und Amerika. Im Oktober 1889 trat Pschorr in das 1820 gegründete väterliche Geschäft ein, wurde Prokurist und Teilhaber.
Sein Vater Georg Pschorr war ein Onkel des Komponisten Richard Strauss. Gemeinsam spielten in ihren jungen Jahren Richard Strauss und sein Cousin August Pschorr öfters Musik. Ihm widmete Strauss eine Reihe von Kompositionen wie 1878 das Soldatenlied (Op. 48, 1878) und zu seinem 21. Geburtstag Variationen für Streichquartett über eine Tanzweise von Cesare Negri (1604) in Mailand, Partitur dreieinhalb Seiten, geschrieben im September 1883.
Am 7. Juni 1893 heiratete August Pschorr Hedwig Bassermann (* 1874), eine Tochter des Verlegers Otto Friedrich Bassermann. Gemeinsam hatten sie drei Kinder: Johanna (1894–1895), Walter (* 1895), der später Diplomingenieur und Direktor wurde, und Gabriele (* 1899), die am 27. September 1919 Horst Freiherrn von Uckermann heiratete. Aus dieser Ehe gingen eine Tochter, Ingeborg Freiin von Uckermann (* 1920), und zwei Söhne hervor.
Nach dem Tod seines Vaters 1894 übernahm August zusammen mit seinen beiden jüngeren Brüdern, Georg Theodor Pschorr und Joseph Pschorr die Brauerei, die sie bis zu deren Umwandlung in eine AG 1922 gemeinsam leiteten.
Seitdem war August Pschorr Generaldirektor der Pschorrbräu AG. Pschorr war neun Jahre lang Handelsrichter, 23 Jahre lang Stadtverordneter der Stadt München und 24 Jahre lang erster Vorstand des Vereins Münchner Brauereien. Gemeinsam mit Brauereidirektor Rudolf Funke, Vorstandsmitglied der Schultheiß-Patzendorfer-Brauerei AG, war er koordinierter Präsident des Deutschen Brauerbundes sowie Vizepräsident des Bayerischen Brauerbundes.
August Pschorr wurde auf Grund der hohen Qualität der Brauereiprodukte zum Hoflieferanten des Deutschen Kaisers und zum k.u.k. Hoflieferanten ernannt. Er erhielt mehrere Orden und Ehrenzeichen wie das Ritterkreuz I. Klasse des Ordens vom Zähringer Löwen, den Verdienstorden vom Heiligen Michael IV. Klasse mit der Krone, die Prinzregent-Luitpold-Medaille in Silber sowie das Verdienstkreuz für Kriegshilfe. Im Jahr 1904 verlieh ihm Prinzregent Luitpold von Bayern den Titel eines königlich-bayerischen Kommerzienrats. Später wurde er noch zum Geheimen Kommerzienrat ernannt.